# Discographie de Freddie Mercury
Parallèlement à sa carrière au sein du groupe Queen, Freddie Mercury entame une carrière solo à partir de 1984, bien que déjà discrètement commencé onze ans auparavant sous le pseudonyme de Larry Lurex avec un single (une reprise de I Can Hear Music des Beach Boys).  La discographie de Freddie Mercury en tant qu'artiste solo comporte notamment deux albums studios, six compilations, un box set et seize singles.
Durant sa carrière, Mercury a obtenu de nombreux disque d'or, disque d'argent, disque de platine et double disque de platine.

## Albums

### Albums studios
| Année                                                                                                  | Titre                                                                           | Meilleur classement | Meilleur classement | Meilleur classement | Meilleur classement | Meilleur classement | Meilleur classement | Meilleur classement | Meilleur classement | Meilleur classement | Meilleur classement | Certifications     |
| Année                                                                                                  | Titre                                                                           | UK ,                | AUT                 | GER                 | ITA                 | NLD                 | NZ                  | NOR                 | SWE                 | SWI                 | US                  | Certifications     |
| --- | ------------------------------------------------------------------------------- | ------------------- | ------------------- | ------------------- | ------------------- | ------------------- | ------------------- | ------------------- | ------------------- | ------------------- | ------------------- | ------------------ |
| 1985                                                                                                   | Mr. Bad Guy - Sortie: 29 avril 1985 - Label: CBS                                | 6                   | 23                  | 11                  | —                   | 17                  | —                   | 13                  | 20                  | 14                  | 159                 | - Or               |
| 1988                                                                                                   | Barcelona (avec Montserrat Caballé) - Sortie : 10 octobre 1988 - Label: Polydor | 15                  | 24                  | —                   | —                   | 10                  | 13                  | —                   | 37                  | 18                  | —                   | - Argent - Platine |
| "—" signifie que l'album ne s'est pas classé dans les charts ou n'est pas sortie dans le pays indiqué. |                                                                                 |                     |                     |                     |                     |                     |                     |                     |                     |                     |                     |                    |

### Compilations
| Année                                                                                                  | Titre                                                                                                | Meilleur classement | Meilleur classement | Meilleur classement | Meilleur classement | Meilleur classement | Meilleur classement | Meilleur classement | Meilleur classement | Meilleur classement | Meilleur classement | Meilleur classement | Certifications                                                                    |
| Année                                                                                                  | Titre                                                                                                | UK ,                | AUT                 | GER                 | ITA                 | NLD                 | NZ                  | NOR                 | SWE                 | SWI                 | US                  | FRA                 | Certifications                                                                    |
| --- | --- | ------------------- | ------------------- | ------------------- | ------------------- | ------------------- | ------------------- | ------------------- | ------------------- | ------------------- | ------------------- | ------------------- | --------------------------------------------------------------------------------- |
| 1992                                                                                                   | The Freddie Mercury Album - Sortie : 16 novembre 1992 - Label : Parlophone                           | 4                   | 2                   | 3                   | 1                   | 9                   | 4                   | 12                  | 35                  | 8                   | —                   | 5                   | - 2 × Platine - Platine - 2 × Platine - Or - 2 × Platine - Platine - Or - Platine |
| 1992                                                                                                   | The Great Pretender - Sortie : 24 novembre 1992 (USA) - Label: Hollywood                             | —                   | —                   | —                   | —                   | —                   | —                   | —                   | —                   | —                   | —                   | —                   |                                                                                   |
| 1993                                                                                                   | Remixes - Sortie : décembre 1993 - Label : Parlophone                                                | —                   | 25                  | 22                  | 2                   | 83                  | —                   | —                   | —                   | 18                  | —                   | —                   |                                                                                   |
| 2000                                                                                                   | The Solo Collection - Sortie : 7 November 2000 - Label : Parlophone                                  | 13                  | 36                  | 55                  | —                   | 21                  | —                   | —                   | —                   | 42                  | —                   | —                   | - Or                                                                              |
| 2006                                                                                                   | Lover of Life, Singer of Songs - Sortie : 4 septembre 2006 - Label : Parlophone                      | 6                   | 7                   | 13                  | 1                   | 30                  | -                   | 8                   | 14                  | 16                  | —                   | 14                  | - Or                                                                              |
| 2012                                                                                                   | Barcelona - Édition Spéciale (avec Montserrat Caballé) - Sortie : 11 septembre 2012 - Label : Island | 129                 | —                   | —                   | —                   | —                   | —                   | —                   | —                   | —                   | —                   | —                   |                                                                                   |
| 2016                                                                                                   | Messenger of the Gods: The Singles - Sortie : 2 septembre 2016 - Label : Mercury                     | 31                  | 24                  | 33                  | —                   | 27                  | —                   | —                   | —                   | 53                  | —                   | 147                 |                                                                                   |
| "—" signifie que l'album ne s'est pas classé dans les charts ou n'est pas sortie dans le pays indiqué. | |                     |                     |                     |                     |                     |                     |                     |                     |                     |                     |                     |                                                                                   |

## Singles
| 1973                                                                           | I Can Hear Music / Goin' Back (sous le nom de Larry Lurex)          | —  | —  | —   | —  | —  | —  | —  | —  | —  | —  |                              | single uniquement                                  |
| 1984                                                                           | Love Kills                                                          | 10 | 9  | —   | 25 | 4  | 24 | —  | —  | 27 | 69 |                              | Metropolis: The Original Motion Picture Soundtrack |
| 1985                                                                           | I Was Born to Love You                                              | 11 | 20 | —   | 17 | 7  | 22 | —  | —  | 24 | 76 |                              | Mr. Bad Guy                                        |
| 1985                                                                           | Made in Heaven                                                      | 57 | —  | —   | 60 | 30 | —  | —  | —  | —  | —  |                              | Mr. Bad Guy                                        |
| 1985                                                                           | Living on My Own                                                    | 50 | —  | —   | —  | —  | —  | —  | —  | —  | —  |                              | Mr. Bad Guy                                        |
| 1985                                                                           | Love Me Like There's No Tomorrow                                    | 76 | —  | —   | —  | —  | —  | —  | —  | —  | —  |                              | Mr. Bad Guy                                        |
| 1986                                                                           | Time                                                                | 32 | —  | —   | —  | 12 | —  | —  | —  | —  | —  |                              | Dave Clark's "Time": The Album                     |
| 1987                                                                           | The Great Pretender                                                 | 4  | —  | 64  | 26 | 2  | 11 | 5  | 14 | —  | —  |                              | single uniquement                                  |
| 1987                                                                           | Barcelona (avec Montserrat Caballé)                                 | 8  | —  | —   | 47 | 8  | 37 | —  | 15 | —  | —  |                              | Barcelona                                          |
| 1988                                                                           | The Golden Boy (avec Montserrat Caballé)                            | 86 | —  | —   | —  | —  | —  | —  | —  | —  | —  |                              | Barcelona                                          |
| 1989                                                                           | Guide Me Home/How Can I Go On (avec Montserrat Caballé)             | 95 | —  | —   | —  | —  | —  | —  | —  | —  | —  |                              | Barcelona                                          |
| 1992                                                                           | Barcelona [ressortie] (avec Montserrat Caballé)                     | 2  | —  | 6   | 32 | 3  | 2  | 2  | 12 | 8  | —  |                              | Barcelona / The Freddie Mercury Album              |
| 1992                                                                           | Guide Me Home/How Can I Go On [ressortie] (avec Montserrat Caballé) | —  | —  | —   | —  | —  | —  | —  | —  | —  | —  |                              | Barcelona                                          |
| 1992                                                                           | In My Defence                                                       | 8  | —  | 50  | —  | 12 | —  | —  | —  | —  | —  |                              | The Freddie Mercury Album                          |
| 1993                                                                           | The Great Pretender [ressortie]                                     | 29 | 26 | 13  | 38 | —  | 21 | 36 | —  | 15 | —  |                              | The Freddie Mercury Album                          |
| 1993                                                                           | Living on My Own (Remix)                                            | 1  | 2  | 1   | 2  | 1  | 2  | —  | 1  | 2  | —  | - Or - Argent - Platine - Or | Remixes                                            |
| 2000                                                                           | Guide Me Home (avec Montserrat Caballé)                             | —  | —  | —   | —  | —  | 70 | —  | —  | —  | —  |                              | Barcelona / Solo                                   |
| 2006                                                                           | Love Kills (Sunshine People Remix)                                  | —  | —  | —   | 83 | —  | 49 | —  | —  | 98 | —  |                              | Lover of Life, Singer of Songs                     |
| 2019                                                                           | Time Waits For No One                                               | —  | —  | 186 | —  | —  | —  | —  | —  | —  | —  |                              | Non-album single                                   |
| "—" signifie que le single n'est pas classé ou non sorti dans le pays indiqué. |                                                                     |    |    |     |    |    |    |    |    |    |    |                              |                                                    |